# Савоня
Саво̀ня (на италиански: Savogna; на фриулски: Savogne, Савоние, на словенски: Sovodnje, Соводние) е село и община в Северна Италия, провинция Удине, автономен регион Фриули-Венеция Джулия. Разположено е на 235 m надморска височина. Населението на общината е 492 души (към 2010 г.).
В общинската територия се говори и на особен диалект на словенския език, който има официален статус на общинско ниво.